# كويزي كندي
كويزي كندي (الاسم العلمي:Cantharellus canadensis) هو نوع من الفطريات يتبع جنس الكويزي من فصيلة الكويزية.